# 4719 Бернабі
4719 Бе́рнабі (4719 Burnaby) — астероїд головного поясу, відкритий 21 листопада 1990 року.
Тіссеранів параметр щодо Юпітера — 3,335.